# Thornton Wilder
Thornton Niven Wilder (Madison, Wisconsin, 1897. április 17. – Hamden, Connecticut, 1975. december 7.) amerikai dráma- és regényíró. Legismertebb munkái az 1938-ban Pulitzer-díjat nyert A mi kis városunk (Our Town) című színdarabja, és a Szent Lajos király hídja (The Bridge of San Luis Rey) című regénye.

## Kezdetek
Thornton Wilder Wisconsin állam fővárosában, Madisonban született. Egyike volt Amos Parker Wilder és Isabella Niven Wilder öt gyerekének, akik közül kettő korán meghalt. 1906-ban a család Kínába tette át székhelyét, ahol az apa az amerikai konzul tisztségét viselte; eleinte Hongkongban laktak, majd Amos Wilder áthelyezése miatt Sanghajba költöztek.
1915-ben, Kínából való visszatérése után Wilder beiratkozott az oberlini főiskolára (Oberlin College, Ohio), ahol görög és római klasszikusokat tanult; 1917-ben a Yale Egyetemen  folytatta tanulmányait. Itt írta The Trumpet Shall Sound című első színdarabját, mely 1920-ban jelent meg az egyetemi folyóiratban (Yale Literary Magazine). Ezt a munkáját 1926-ban vitték színre.
Elsőfokú egyetemi diplomáját (Bachelor of Arts) 1920-ban kapta meg, 1926-ban pedig a középfokút francia nyelv és irodalomból (Master of Arts, Princetoni Egyetem). Egy évig Rómában régészeti előadásokat hallgatott, majd hazatértével francia tanári állást vállalt Lawrenceville-ben, New Jersey államban. 1930 és 1937 között kurzust vezetett összehasonlító irodalomból a Chicagói Egyetemen, 1935-ben pedig mint vendégprofesszor adott elő irodalmat Honolulu-ban (University of Hawaii, Honolulu). Kenyérkereső munkái mellett szorgalmasan folytatta az írást.
Bár homoszexualitását nyilvánosan sosem vállalta, Samuel Stewardhoz fűződő kapcsolata közismert.
Az írót Hamden városában – ahol Isabel testvérével hellyel-közzel együtt lakott – szívroham érte. 1975. december 7-én halt meg.

## Művei
Első regényét, a Kabalát (The Cabala, 1920), Olaszországban élő amerikaiakról írta, római élményei alapján. A könyvet szinte senki nem vette észre – az igazi kritikai és anyagi sikert a Szent Lajos király hídja (The Bridge of San Luis Rey) című regénye hozta meg 1927-ben. A történet a 18. századi Peruban játszódik: öt utazó alatt leszakad egy, még az inkák által megépített függőhíd. Az emberek a szakadékba zuhannak, a balesetet nem élik túl. Egy Juníper nevű tudós szerzetes megkísérli összerakni az áldozatok élettörténetét, kutatva bennük az isteni gondviselés okait – elvégre a hídnak védőszentje is volt, Franciaországi Szent Lajos király személyében. Amikor azonban Juníper elkészül könyvével, az inkvizíció a gondolkodó barátot eretneknek bélyegzi, és könyvével együtt elégeti. Filozófiai szempontból a regény a végzetesség problémáját vizsgálja: miért is történnek szerencsétlenségek olyan emberekkel akik nem érdemlik meg, akik tulajdonképpen ártatlanok.
A különben rövid könyv sikere abban rejlik, hogy itt is, mint legtöbb munkájában, Wilder egyetemes témát dolgoz fel: ilyen és hasonló tragédia az idők kezdete óta bárkivel megtörténhet, tehát ebben az értelemben a mindennapi ember egyetemes lénnyé emelkedik. 1928-ban a mű az író számára meghozta a Pulitzer-díjat. A történetet háromszor is filmre vitték – 1929, 1944 és 2004-ben –, különösebb siker nélkül, valószínűleg az inkább könyvbe való filozófiai mondanivalója miatt.
A Szent Lajos király hídja bestseller sikere után Wilder felmondta Lawrenceville-i tanári állását, és 1930-ban új regényt írt Az androszi lány (The Woman of Andros) címmel, mely tanúbizonysága volt a klasszikus irodalomban való jártasságának.
Következő nagy sikere A mi kis városunk (Our Town) című színdarab volt , amiért 1938-ban megkapta a második Pulitzer-díjat. Wildert a darabra Gertrude Stein amerikai írónő The Making of Americans (1925) című családregénye inspirálta. A történet helyszíne a képzeletbeli Grover's Corners New Hampshire államban. A 2642-főnyi helység inkább falu mint város; mindenki ismeri egymást, az emberek élete eseménytelen, kivéve amikor valakit elvisz a halál. Az eseményeket a Rendező meséli el a színpadon az előadás folyamán – tulajdonképpen ő maga is egy a karakterek közül. Grover's Corners a főszereplők, Emily Webb és George Gibbs szülőhelye: itt járnak együtt iskolába, összeházasodnak, egyikük túl korán meghal. A városka lakosságának mindennapi, egyszerű élete Wilder kezében egyetemes jelleget ölt: a néző rádöbben az emberi sors alapvető egyformaságára. Az élet szép, az élet jó, de míg élünk, nem figyelünk kellőképpen egymásra, érzelmeink felszínesek. A már halott Emily, aki egy napra visszatér az élők közé, ezt mondja a Rendezőnek: „Hallgatni kellett volna rád, nem volt érdemes visszatérni. Az emberek vakon élnek.” A mű harmadik felvonása a halottaké. A színpadi díszletek és kellékek minimálisak (a sírokat például széksorok helyettesítik), és a szereplők az első felvonástól kezdve az utolsóig csak jelképesen végzik ténykedéseiket. Ez az akkoriban új színpadi technika nagyban hozzájárult a darab sikeréhez.
A 40-es években Alfred Hitchcock kérésére forgatókönyvet írt a Shadow of a Doubt(1943) című filmhez, azonkívül egy színdarabot The Emporium címmel, melyet Franz Kafka munkáira alapozott.
1942 volt az az év, amikor Wilder a Pulitzer-díjat immár harmadszor kapta meg A hosszú út (The Skin of Our Teeth) darabjáért. Megírására ezúttal James Joyce Finnegan ébredése (Finnegans Wake) című könyve hozta meg az inspirációt. Wilder három felvonásban dramatizálja egy Antrobus nevezetű család vajúdásait. Történetükön keresztül bemutatja az emberi állapot időtlenségét, a történelem folytonos ismétlődését; a darabban a családfő (Antrobus), szinte az emberiség szimbólumaként fogható fel. Egyes kritikusok szerint Wilder Joyce munkájából merítette darabját, anélkül hogy ezt nyilvánosan elismerte volna.
1955-ben átdolgozta The Merchant of Yonkers című darabját; az új címmel (The Matchmaker) a Broadway-n 486 előadást ért meg. Ez volt az a munka, amit később, 1964-ben Hello, Dolly! címen adtak elő a musical műfajában. Utolsó két regénye közül The Eighth Day 1967-ben Nemzeti Könyvdíjat nyert. A történet egy tehetséges feltalálóról szól akit gyilkossággal vádolnak. Theophilus North (1973), egy érzékeny fiatalember pályaválasztási problémáinak története.

## Stílusa
Wilder hajlott a kísérletező irodalmi forma felé, de ezzel a regényírás terén gyakran nehézségei voltak. Példa erre a Caesar című történelmi regénye (The Ides of March, 1948). Ezzel a legkevésbé tradicionális stílusban írt munkával sokat bajlódott, és a már rég megkezdett regényt csak a második világháborúból való leszerelése után fejezte be. Julius Caesart itt egy olyan embernek mutatja be aki szeretet nélkül, csak a kötelességnek él.

## Díjai, elismerései
- Pulitzer-díj: Szent Lajos király hídja (The Bridge of San Luis Rey, 1928) – regény
- Pulitzer-díj: A mi kis városunk (Our Town, 1938) – dráma
- Pulitzer-díj: Hajszál híján (The Skin of Our Teeth, 1942) – dráma
- Szépirodalmi Aranyérem (Gold Medal for Fiction) (1952)
- German Peace Prize (1957)
- U.S. Presidential Medal of Freedom (1963)
- Nemzeti Irodalmi Érem (National Medal of Literature) (1965)
- Nemzeti Könyvdíj (USA): A teremtés nyolcadik napja (The Eighth Day, 1967) – regény

## Bibliográfia

### Színdarabok
- The Trumpet Shall Sound (1926)
- An Angel That Troubled the Waters and Other Plays (1928)
- The Long Christmas Dinner and Other Plays in One Act (1931):
- Queens of France
- Pullman Car Hiawatha
- Love and How to Cure It
- Such Things Only Happen in Books
- The Happy Journey to Trenton and Camden
- A mi kis városunk (Our Town) – Pulitzer-díj (1938)
- The Merchant of Yonkers (1938)
- A hosszú út / Hajszál híján(The Skin of Our Teeth) – Pulitzer Prize (1942)
- The Matchmaker (1954) (átdolgozva: The Merchant of Yonkers)
- The Alcestiad: Or, A Life In The Sun (1955)
- Childhood (1960)
- Infancy (1960)
- Plays for Bleecker Street (1962)

### Regények
- Kabala (The Cabala) (1926)
- Szent Lajos király hídja (The Bridge of San Luis Rey, 1927) – Pulitzer-díj: 1928
- Az androszi lány (The Woman of Andros, 1930)
- Mennyei ügyekben utazom (Heaven's My Destination, 1935)
- Caesar (Ides of March, 1948)
- A teremtés nyolcadik napja (The Eighth Day) (1967)
- Theophilus North (1973)

## Magyarul
- Szent Lajos király hídja; ford. Kosztolányi Dezső, bev. Gaál Andor; Révai, Bp., 1929 (A ma regényei)
- Az androsi leány; ford. Benedek Marcell; Révai, Bp., 1931 (Révai külföldi mesterművei)
- Sorsom az ég; ford. Szentmihályi János; Vigilia, Bp., 1943
- Szent Lajos király hídja; ford., bev. Kosztolányi Dezső; Révai, Bp., 1944
- Kabala. Regény; ford. Szőllősy Klára; Révai, Bp., 1947 (Révai könyvtár)
- Caesar. Regény; ford. Németh László; Révai, Bp., 1948
- Szent Lajos király hídja; ford. Kosztolányi Dezső, utószó Viktor János; Európa, Bp., 1957
- Mennyei ügyekben utazom. Regény; ford. Szentmihályi János, bev. Valkay Sári; Magvető, Bp., 1959 (Világkönyvtár)
- A házasságszerző. Vígjáték; ford. Vajay Erzsi; Színháztudományi Intézet, Bp., 1964 (Világszínház)
- A teremtés nyolcadik napja. Regény; ford. Szőllősi Klára, bev. Osztovits Levente; Magvető, Bp., 1970 (Világkönyvtár)
- Van-e gyógyír a szerelemre?; ford. Tatár Eszter; inː Van-e gyógyír a szerelemre? Négy egyfelvonásos; ford. Tatár Eszter et al., rend. tanácsok Dévényi Róbert, Koltai Tamás, Tatár Eszter; NPI, Bp., 1970 (Színjátszók kiskönyvtára)
- Szép kirándulás; ford. Raáb György; in: Az ember játékai; rend. utószó Mészáros Tamás, Szabó István; NPI, Bp., 1975 (Színjátszók kiskönyvtára)
- Drámák; fordította Bányay Geyza et al., vál., utószó Benedek András; Európa, Bp., 1981

## Fordítás
- Ez a szócikk részben vagy egészben  a   Thornton_Wilder című angol Wikipédia-szócikk fordításán alapul.  Az eredeti cikk szerkesztőit annak laptörténete sorolja fel. Ez a jelzés csupán a megfogalmazás eredetét és a szerzői jogokat jelzi, nem szolgál a cikkben szereplő információk forrásmegjelöléseként.